# L'Hermine
L'Hermine is een Franse film uit 2015, geschreven en geregisseerd door Christian Vincent. De film ging in première op 6 september op het 72ste Filmfestival van Venetië.

## Verhaal
Xavier Racine (Fabrice Luchini) is een gevreesd rechter bij de strafrechtbank omdat hij meestal veroordelingen van minstens tien jaar uitspreekt. Zijn leven verandert drastisch wanneer hij Ditte Lorenson-Coteret (Sidse Babett Knudsen) terugziet in de jury bij een moordzaak. Racine had zes jaar geleden in het geheim een affaire met haar en zij is waarschijnlijk de enige vrouw ooit waar hij van hield.

## Rolverdeling
| Acteur               | Personage              |
| -------------------- | ---------------------- |
| Fabrice Luchini      | Xavier Racine          |
| Sidse Babett Knudsen | Ditte Lorensen-Coteret |
| Miss Ming            | Jessica Burton         |
| Berenice Sand        | La locataire           |
| Claire Assali        | Avocate pertie civile  |
| Floriane Potiez      | Réceptionniste         |

## Prijzen en nominaties
| jaar | prijs                    | categorie                     | genomineerde(n)   | uitslag  |
| ---- | ------------------------ | ----------------------------- | ----------------- | -------- |
| 2015 | Filmfestival van Venetië | Coppa Volpi voor beste acteur | Fabrice Luchini   | Gewonnen |
| 2015 | Filmfestival van Venetië | Beste scenario                | Christian Vincent | Gewonnen |